# 안경닦개
안경닦개 또는 안경닦이는 안경의 렌즈를 닦는 도구를 가리킨다. 보통 직물(織物)이나 포(布) 등의 천으로 만들기 때문에 안경천(眼鏡―)이라고도 한다.

## 명칭
안경을 닦는 도구를 가리키는 말로서 따로 국립국어원의 표준국어대사전에 등재되어 있거나 한국어 순화어 목록에 들어가 있는 낱말은 2010년 현재 없다. 때문에 일반에서는 '안경닦개' 나 '안경닦이', '안경닦기', '안경수건', '안경천', '렌즈클리너(lens cleaner)', '융(絨)' 등의 낱말이 중구난방으로 혼재되어 쓰이고 있으며 낱말로 쓰지 않고 '안경 닦는 천'과 같이 풀어서 말하기도 한다.
다만 조어(造語)의 관습에 비추어 보면 '닦다'라는 동사의 어간 '닦―'의 뒤에 붙는 말에 따라 '―개'는 닦는 도구, '―기'는 닦는 행위, '―이'는 닦는 사람을 뜻하게 된다.

## 개요
안경의 렌즈에 묻는 불순물은 안경 착용자의 시야를 가리거나 흐리게 하기 때문에 안경닦개를 사용한다. 현재의 안경 렌즈는 대부분 플라스틱 계열의 재료로 만들고 그 위에 광학적 성질을 보정하거나 굳기(경도)를 높이기 위해 특정한 재료를 얇고 투명하게 덧씌운다. 때문에 해당 안경 렌즈에 적절한 안경닦개가 아닌 휴지 등으로 렌즈를 닦을 경우 휴지의 거친 섬유질 때문에 렌즈의 코팅(덧씌움)이 벗겨질 수 있다. 또한 코팅의 종류에 따라 화학적 특성이 다를 수 있으므로 안경을 열이나 화학약품에 노출시키지 않는 것이 안전하다.

## 재질
그 재질은 다양하나, 최근에는 오염흡착력이 좋은 극세사(極細絲, 영어: microfiber)를 이용한 안경닦개가 많이 시판되고 있다.

## 관리
안경닦개를 오래 사용하면 그것에 흡착된 오염물이 안경 렌즈에 다시 묻거나 렌즈를 긁어 미세한 흠집을 만들 수 있으므로 적절한 시기에 안경닦개를 세척하거나 교체하는 것이 좋다.